# 村上佳佑
村上佳佑（むらかみ けいすけ、1989年12月8日 - ）は日本の男性歌手。静岡県富士市出身、身長172cm。NEW WORLD PRODUCTIONS所属。

## 略歴
1989年12月8日、静岡県沼津市生まれ。
小学1年生からの5年間をアメリカ・ジョージア州アトランタで過ごす。
帰国後は中学高校を静岡県富士市で過ごす。
静岡県立吉原高校を卒業後、京都の立命館大学産業社会学部に進学。在学中にア・カペラグループA-Z（アズ）を結成。
2009年4月、フジテレビ系列で放送されていた「青春アカペラ甲子園 全国ハモネプリーグ」に初出場にして決勝進出。
2009年9月、青春アカペラ甲子園 全国ハモネプリーグ第8回大会でハモネプ史上最高の99点で優勝。
2011年まで同グループで活動するも大学卒業を機に解散。
2012年に上京し、ギターとボーカルの二人組ユニット「Dan」として活動。2015年7月には本格的にソロ活動スタート。
2016年
- 4月、クリス・ハート日本武道館LIVEのオープニングアクトに起用される[1]。
- 10月、クリス・ハート第2回 47都道府県ツアー ～my hometown～ 2016-2017全公演に出演決定[5]。
- Bunkamuraオーチャードホールでの佐藤竹善 CORNERSTONES Symphonic Concertにゲストボーカルとして参加。そこで、平原綾香と出会う。
- 佐藤竹善「My Symphonic Visions ~CORNERSTONES 6~」6曲目「Africa」（TOTO）にコーラス参加。
- 12月、クリスマス・オン・アイス 2016にゲストアーティストとして出演。

2017年
- 8月、情熱大陸SPECIAL LIVE SUMMER TIME BONANZA2017出演[1]。
- 10月、JCB Presents May J. Live in Blue Note TOKYOに出演[1]。
- 11月20日、村上佳佑公式モバイルファンクラブ、“Kei’s mobile club” OPEN[6]。
- 12月、クリスマス・オン・アイス 2017にゲストアーティストとして出演。

2018年
- 4月13日、クリス・ハート「こころのうた 2018」にゲスト出演。クリス・ハートとのコラボ曲「ファンファーレ」を歌唱。
- 6月21日、松室政哉の「アコースティックライブ2018〝cafe de MURO-Special Blend-”」にゲスト出演。
- 9月、「Special Vocalist2018」出演。大野雄大(Da-iCE)向山毅(SOLIDEMO)と共にオフィシャルでのライブを行った。
- 8月22日、神奈川県三浦海岸にて「OTODAMA SEA STUDIO」出演。
- 11月1日、お台場ヴィーナスフォートイルミネーション2018にて自身初の点灯式を行う。
- 12月、クリスマス・オン・アイス2018にゲストアーティストとして出演。3年連続で織田信成とのコラボレーションを行う。

## 人物
アメリカ時代、学校に送迎する母親の車の中で洋楽、邦楽問わず音楽に触れ、車中で歌っていたことが音楽を志す最初のきっかけと語っている。
帰国後、中学時代にギターを始める。中学高校ではサッカー部に所属しており、センターバックのポジション。高校時代コブクロに憧れ、コブクロの2人が音楽活動をスタートした関西への進学を志し、立命館大学に入学。
立命館大学在学中にハモネプリーグに出場するためにメンバーを集めていた仲間に声をかけられ、ア・カペラグループA-Z（アズ）に参加。優勝を飾った青春アカペラ甲子園 全国ハモネプリーグ第8回大会では風邪を引いていたと後日語っている。ハモネプリーグでは女性ボーカルの曲を主にカバーしており、宇多田ヒカルの「First Love」で番組史上最高得点の99点を記録、一青窈の「ハナミズキ」で優勝した。ソロ活動の場でもハモネプリーグ初出場時に歌唱したAIの「Story」は度々カバーしている。ハモネプリーグでは審査員だった武田鉄矢やつんく♂より「アマチュアの最高域」「ファルセットの魔術師」と評された。ハモネプリーグ出演時の名札に「けいちゃん」と書かれており、プロとなった現在もファンの間では「けいちゃん」という愛称で呼ばれている。
クリス・ハートがYouTubeで村上の動画を見つけ、彼からオファーを受け、2016年4月クリス・ハート日本武道館LIVEのオープニングアクトに起用される。事務所の先輩となったクリス・ハートを「にいやん」と呼んでいる。
Da-i-CEの大野雄大とはハモネプリーグ時代から親交が厚く、自身の2ndミニアルバム「Beautiful Mind」には合作の曲「2人だけの愛」が収録されている。
釣り動画にハマり「釣りに行きたい」とたびたびラジオで発言しており、2018年2月、念願の海釣りデビューを果たす。結果は「ナマコ2匹」。
座右の銘は「人に優しく自分に厳しく」。一番好きな果物は洋梨。好きな映画の分野はSFとホラー。テレビ北海道にて毎週金曜深夜26：00から放送されている『音語』内企画にて　フットサルの試合に出場。これを機に多くて週2.3ペースで個人フットサルに通い汗を流している。

## 作品

### 配信限定シングル
|   | タイトル                   | 発売日         | 収録アルバム | レーベル             |
| - | -------------------------- | -------------- | ------------ | -------------------- |
| 1 | まもりたい〜この両手の中〜 | 2016年10月12日 | Circle       | ユニバーサルシグマ   |
| 2 | Go One Step Ahead          | 2018年2月21日  | Circle       | EMI Records          |
| 3 | 愛がね、愛してた。         | 2018年10月24日 | Circle       | EMI Records          |
| 4 | Nothing But You            | 2018年10月30日 | Circle       | EMI Records          |
| 5 | 風の名前                   | 2021年7月28日  | 未収録       | CLOUDS ENTERTAINMENT |
| 6 | Close my eyes              | 2021年8月25日  | 未収録       | CLOUDS ENTERTAINMENT |
| 7 | Somebody                   | 2021年9月29日  | 未収録       | CLOUDS ENTERTAINMENT |
| 8 | Alright                    | 2022年4月6日   | 未収録       | Village U.Records    |
| 9 | なんのために               | 2022年6月15日  | 未収録       | Village U.Records    |

### ミニ・アルバム
|   | タイトル       | 発売日         | 順位 |
| - | -------------- | -------------- | ---- |
| 1 | まもりたい     | 2017年6月14日  | 8位  |
| 2 | Beautiful Mind | 2017年11月15日 | 28位 |
| 3 | Upstairs       | 2018年5月23日  | 27位 |

### オリジナル・アルバム
|   | タイトル | 発売日         | 収録曲 | 順位 |
| - | -------- | -------------- | --- | ---- |
| 1 | Circle   | 2018年11月14日 | 1. まもりたい〜この両手の中〜 2. Never Give Up 3. Nothing But You 4. ビネット 5. OVERLOAD 6. 愛がね、愛してた。 7. モノクロ世界 8. Doubtless 9. 空に笑う 10. 美しい人 11. Lost Together / 村上佳佑×Miracle Vell Magic 12. あなたがここにいないこと 13. 泣いてもいいよ | 55位 |

#### コンピレーション・アルバム
|   | タイトル                                          | 曲名                                                                                      | 発売日         |
| - | ------------------------------------------------- | ----------------------------------------------------------------------------------------- | -------------- |
| 1 | クリス・ハート「いのちの理由」                    | 「蕾」デュエット                                                                          | 2016年9月21日  |
| 2 | 「ディズニー・マジカル・ポップ・クリスマス」      | 美女と野獣［美女と野獣］/ Miracle Vell Magic & 村上佳佑、星に願いを［ピノキオ］/ 村上佳佑 | 2016年11月16日 |
| 3 | 佐藤竹善「My Symphonic Visions ~CORNERSTONES 6~」 | 「Africa」（TOT）コーラス                                                                 | 2016年11月23日 |
| 4 | May J.「Best Of Duets」                           | 「Yeah! Yeah! Yeah! feat. 村上佳佑」                                                      | 2017年3月29日  |

## タイアップ一覧
| 楽曲                       | |
| -------------------------- | --- |
| あいたい気持ち             | フジテレビ「NONFIX」のエンディング                                                                                    |
| まもりたい〜この両手の中〜 | 2016-2017ニベアブランドCMソング                                                                                       |
| 美しい人                   | ハウステンボス 光と炎の王国 TV-CM                                                                                     |
| Go One Step Ahead          | 2018/1/13～6/30、2019/6/29 TBSテレビ「新幹線変形ロボ シンカリオン（第1期）」第2話-第25話、第76話 各エンディングテーマ |
| Nothing But You            | 日本テレビ「スッキリ」2018年11月度エンディングテーマ                                                                  |
| Nothing But You            | テレビ埼玉｢マチコミ｣の2018年12月度エンディングテーマ                                                                  |

## 出演

### ラジオレギュラー出演
- 東海ラジオ「村上佳佑Oh!Kei Radio」（2017年10月～）[14]
- FM NORTH WAVE「村上佳佑のPassionate Music」（2018年4月～2020年3月）

### LIVE出演
- 2016年7月27日、プリンス・トリビュート・イヴェント「レスト・イン・パープル、フェイズ1」出演　演目：Erotic City/Look at Me, Look at U [15]
- 2016年8月16日、村上佳佑 PREMIUM LIVE 『”Kei’s room” vol.1』
- 2016年12月8日、Birthday Live “Kei’s room ” vol.2
- 2017年7月7日、大阪BIGCATメジャー・デビュー記念ライブ「Kei’s LIVE 2017」[1]
- 2017年7月16日、恵比寿The Garden Hallメジャー・デビュー記念ライブ「Kei’s LIVE 2017」
- 2018年2月25日 - 3月20日、初の全国ツアー（6会場7公演）福岡・大阪・名古屋・東京・札幌・仙台「Kei's LIVE 2018～Beautiful Mind～」[1]
- 2018年6月30日、「第31回川越いもの子作業所 MayJ. 村上佳佑チャリティーコンサート」
- 2019年1月5日 - 、地元静岡を皮切りに全国9ヶ所9公演「Kei´s LIVE 2019～Circle～」
- 2019年5月28日、kei´s room vol.3 Mt.RAINIER HALL SHIBUYA PLEASURE PLEASURE
- 2019年8月20日、kei´s room vol.4 Mt.RAINIER HALL SHIBUYA PLEASURE PLEASURE
- 2019年12月14日、FM NORTH WAVEGOGO RADIO Anniversary Live ～5年目だよ!全員集合!～